# Langwasser
Langwasser ist ein Stadtteil im Südosten von Nürnberg und der Name der Gemarkung 3440. Er ist der Prototyp einer sogenannten Trabantenstadt. Die Bezeichnung Langwasser kommt von einem kleinen Bach, der das Areal am östlichen Rand durchzieht.

## Geographie
Langwasser liegt südöstlich der Messe Nürnberg zwischen der Münchener Straße im Westen und der Gleiwitzer Straße im Osten. Die nördliche Grenze stellt ein kurzes Stück der Otto-Bärnreuther-Straße, beginnend von der Münchener Straße, weiter entlang der Karl-Schönleben-Straße verlaufend, bis zum nördlichen Ende der Gleiwitzer Straße, dar.

### Statistische Bezirke
Der Stadtteil ist in folgende vier Bezirke gegliedert.
33 – Langwasser Nordost
36 – Langwasser Südost
37 – Langwasser Südwest
32 – Langwasser Nordwest

### Statistische Distrikte
Die Bezirke sind in folgende Distrikte untergliedert:
320 – Langwasser Nordwest (Neuselsbrunn)
321 – Langwasser Nordwest (Hochvogelring)
322 – Langwasser Nordwest (Wettersteinstr.)
331 – Langwasser Nordost (Bertolt-Brecht-Str.)
332 – Langwasser Nordost (Langwassersee)
333 – Langwasser Nordost (Hans-Fallada-Str.)
334 – Langwasser Nordost (Lina-Ammon-Str.)
360 – Langwasser Südost (Lübener Str.)
361 – Langwasser Südost (Hallenbad)
362 – Langwasser Südost (Reinerzer Str.)
363 – Langwasser Südost (Georg-Ledebour-Str.)
364 – Langwasser Südost (Imbuschstr.)
365 – Langwasser Südost (Frankenzentrum)
366 – Langwasser Südost (Forst)
370 – Langwasser Südwest (Heizwerk)
371 – Langwasser Südwest (Glatzer Str.)
372 – Langwasser Südwest (Julius-Leber-Str.)
373 – Langwasser Südwest (Dr.-Linnert-Ring)
374 – Langwasser Südwest (Zollhaus-Str.)
375 – Langwasser Südwest (Am Zollhaus)

## Geschichte

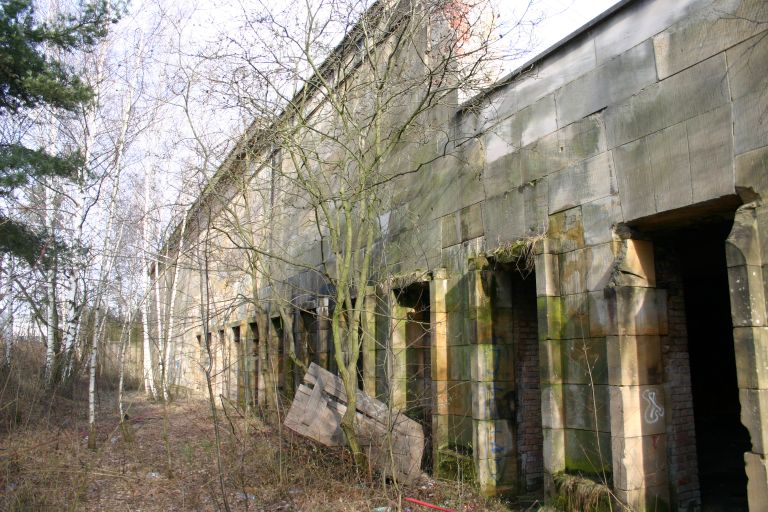
Bahnhof Märzfeld (2005)

Das heute Langwasser genannte Areal im Südosten Nürnbergs war Anfang des 20. Jahrhunderts dicht bewaldet und gehörte zum Lorenzer Reichswald, um 1910 war das Gelände wegen eines Schießplatzes ein militärisches Sperrgebiet. Nach verheerenden Waldbränden 1917 bis 1919 wurde das Gebiet in den zwanziger Jahren gerodet und diente zeitweise landwirtschaftlichen Zwecken.

### Zeit des Nationalsozialismus
In der Zeit der nationalsozialistischen Reichsparteitage bot sich die gerodete und praktisch ungenutzte Fläche für die Massenzeltlager der Teilnehmer an. Ab 1934 wurden hier immer im September die Zeltstädte aufgebaut, die wenige Infrastruktur an die neuen Bedürfnisse angepasst. Beispielsweise wurde der nie ganz fertiggestellte, für mehrere Bahnsteige und Gleise ausgelegte Bahnhof Märzfeld am nordwestlichen Rand des Zeltstadtareals angelegt. So konnten die einfachen Parteitagsteilnehmer, die im Zeltlager übernachteten, einfach an- und abreisen. Als einfacher Haltepunkt Langwasser wurde dieser Bahnhof bis Ende der 1980er Jahre genutzt. Die zum Teil zugemauerten Rohbau-Ruinen des Bahnhofs sind noch heute erhalten. Die heute zwischen U-Bahn-Betriebshof-Damm und Bahndamm versteckt gelegene und zum Teil eingewachsene Portal-Fassade in einer Art neoklassizistischem Stil spiegelt den damals herrschenden Geist wider.

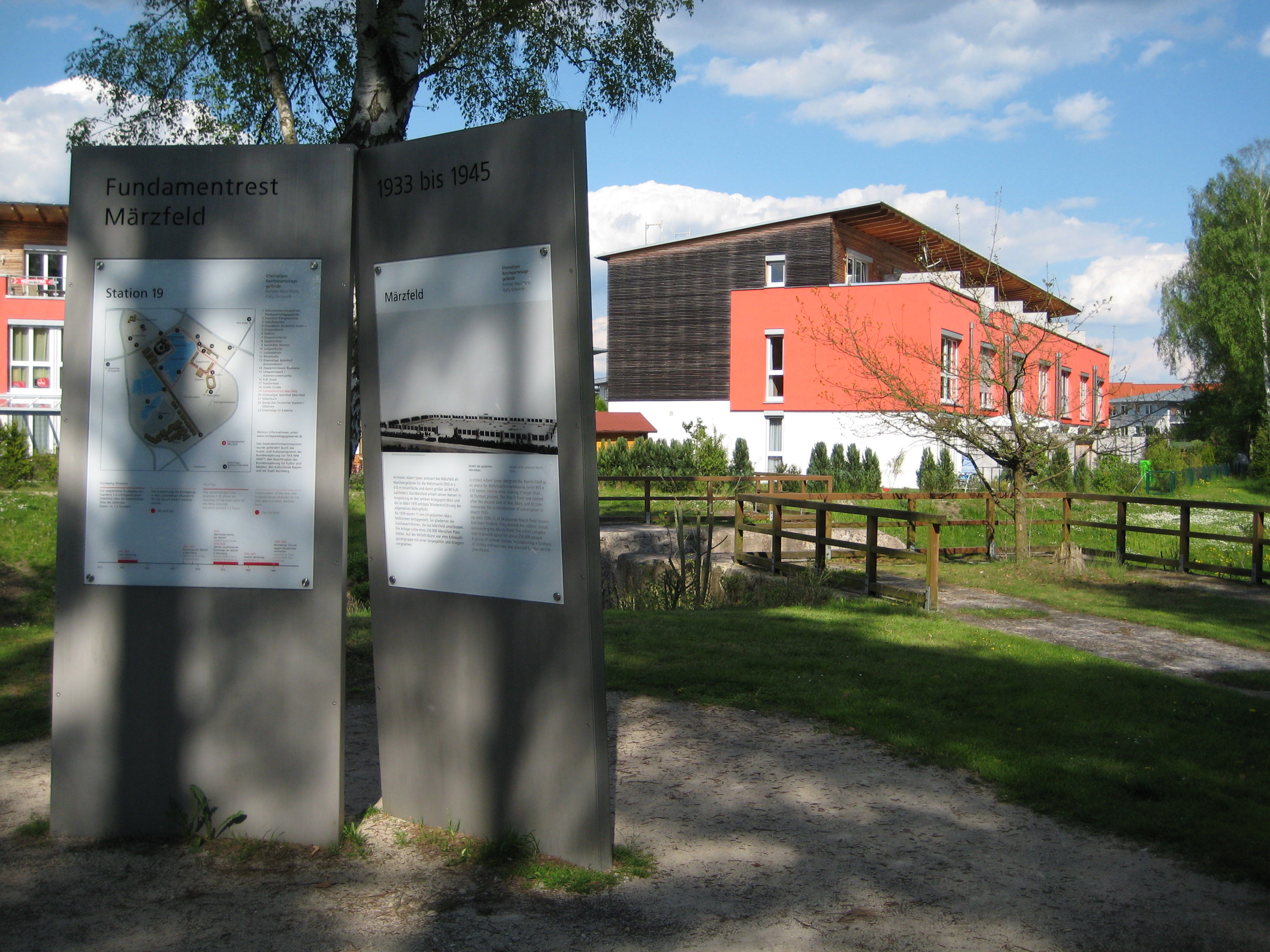
Fundamentreste Märzfeld, Schautafel Montessoristraße 56, Nürnberg-Langwasser

Da während des Zweiten Weltkriegs keine Reichsparteitage mehr auf dem Gelände stattfanden, wurde es mit den ursprünglich für die Besucher errichteten vorhandenen Lagereinrichtungen von der Wehrmacht beschlagnahmt und in ein Kriegsgefangenenlager (Stammlager XIII D) umgewidmet. In hölzernen Baracken des Reichsarbeitsdienstes waren dort ausländische Kriegsgefangene untergebracht.

### Nachkriegszeit und Neuzeit
Nach dem Krieg wurde das Kriegsgefangenenlager durch die amerikanische Armee als Internierungslager für etwa 12.000 bis 15.000 Kriegsgefangene, hauptsächlich ehemalige SS-Angehörige, genutzt. Im April 1946 verübten Angehörige der jüdischen Organisation Nakam auf die Insassen des Lagers einen Giftanschlag, der jedoch misslang. Nachfolgend waren Teile des Geländes eine Mischung von Flüchtlingslagern, ersten Wohnsiedlungen und Bauresten der Reichsparteitage. Im südwestlichen Teil Langwassers lag, bis zu seiner Auflösung im Jahr 1958, ein dazugehörender Ausländer- und Kriegsgefangenen-Friedhof, an den dort heute eine Gedenktafel erinnert.
Am bekanntesten war das Valka-Lager, eine Art Übergangslager für Ausländer, die auf Auswanderung oder einen Neuanfang in Deutschland warteten. Von 1954 bis 1960 war das Valka-Lager das Bundessammellager für Ausländer und damit der Vorläufer für die zentrale Anlaufstelle für Asylsuchende (später in Zirndorf) und das spätere Bundesamt für die Anerkennung ausländischer Flüchtlinge (heute: Bundesamt für Migration und Flüchtlinge) in Nürnberg. Die ersten Wohnsiedlungen entstanden um 1950. Viele deutsche Vertriebene, vor allem aus Schlesien und aus dem Sudetenland, fanden in Langwasser eine neue Heimat.

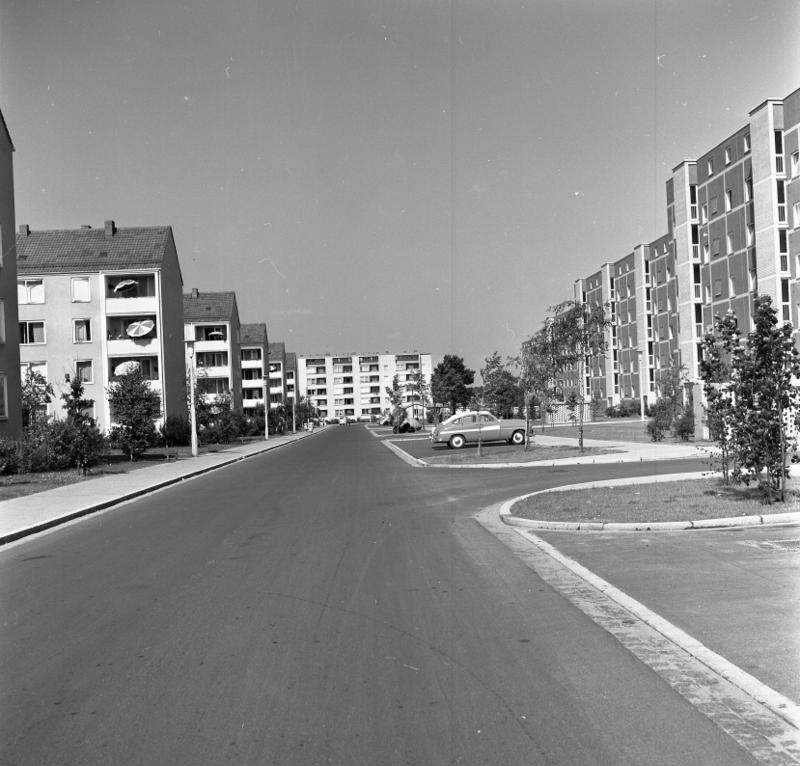
Das Neubaugebiet Nürnberg-Langwasser 1961. Reinerzer Straße, Höhe Kreuzung Neusalzer Straße, Blickrichtung Ost-Nord-Ost

Die Neuzeit Langwassers begann mit dem Entschluss der Stadt Nürnberg zu einer koordinierten Bebauung auf dem Gelände unter dem Motto „Wohnen im Grünen“. Ein Architekturwettbewerb wurde 1956 abgeschlossen, 1957 begann dann der abschnittsweise Aufbau des neuen Stadtteils, der erst Ende der 1990er Jahre in den Grundzügen abgeschlossen wurde. Größere Siedlungsteile wurden noch bis in die späten 2010er Jahre realisiert.
Auf dem zum Reichsparteitagsgelände gehörigen Märzfeld, welches nach dem Krieg als US-amerikanischer Truppenübungsplatz genutzt wurde, entstand ab 1972 der Nordosten Langwassers. An das Märzfeld erinnern ein Tribünenfragment und eine Informationstafel (Koordinaten/).

## Architektur

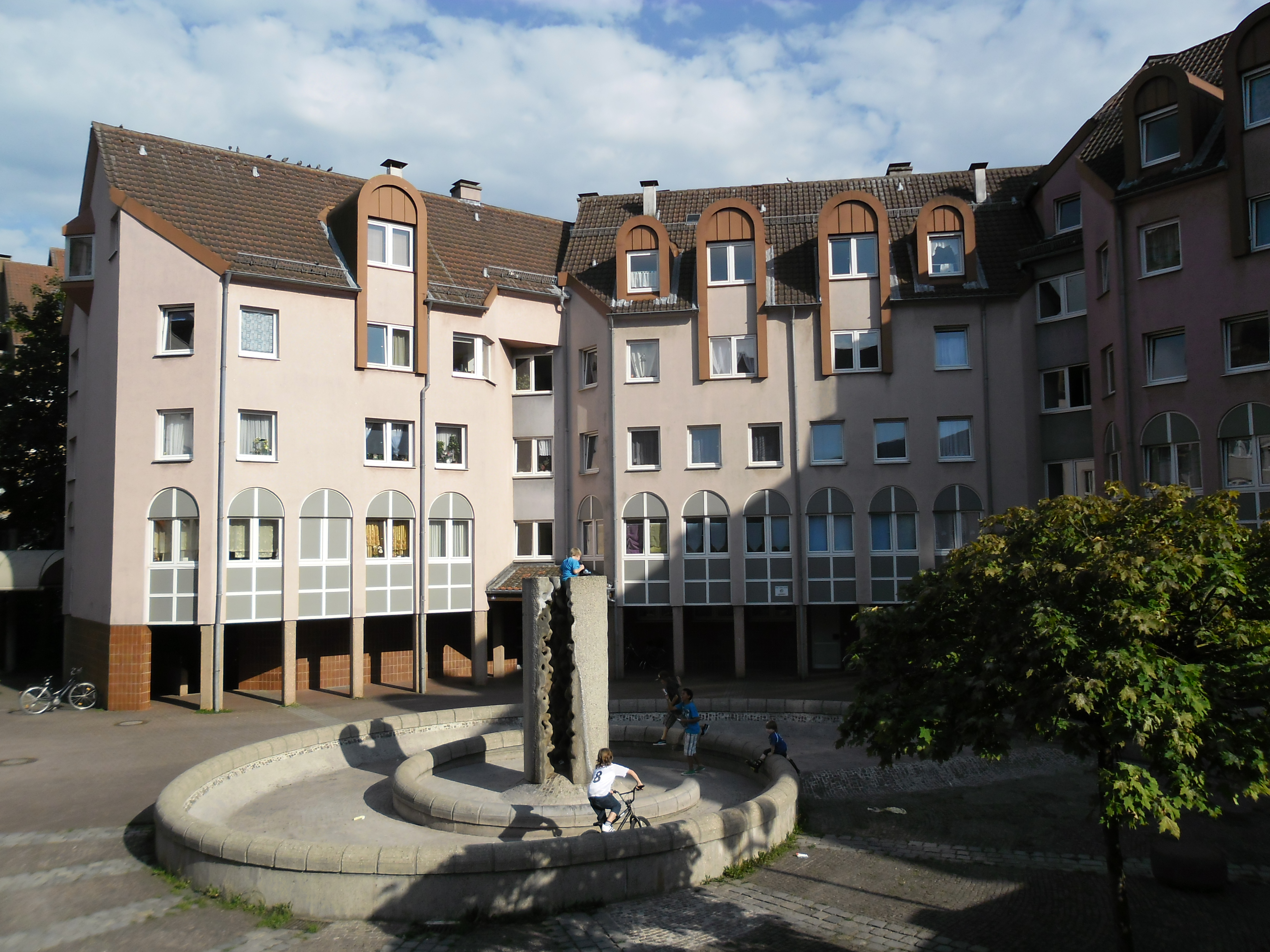
Autofreies Langwasser Nordost (2011)

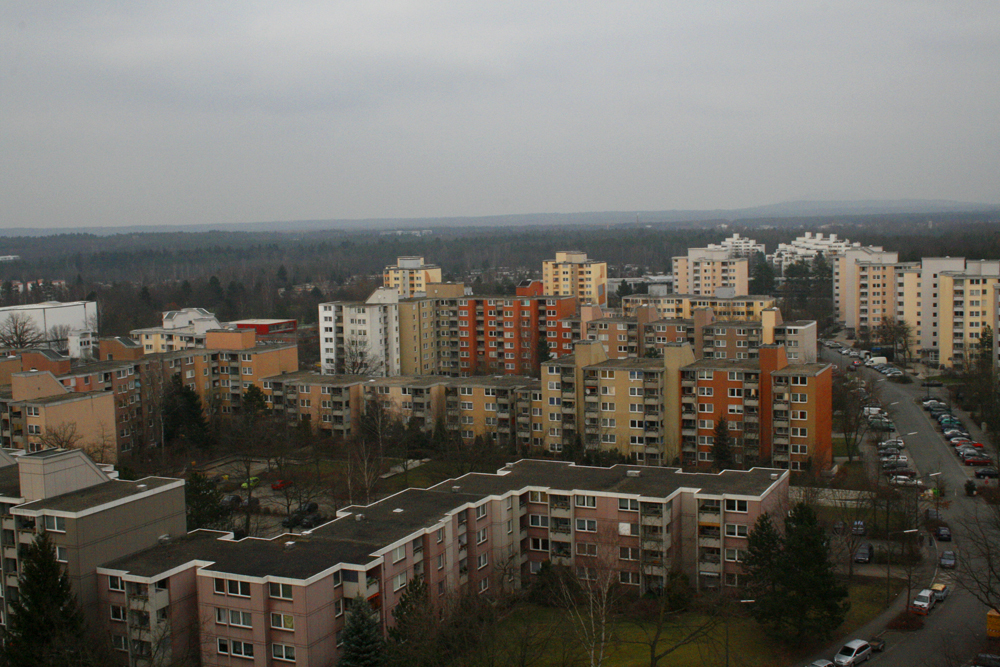
Teil der Plattenbausiedlungen am südlichen Ende von Langwasser aus den frühen 1970er Jahren. Am rechten Bildrand Imbuschstraße, Blickrichtung Ost-Nord-Ost

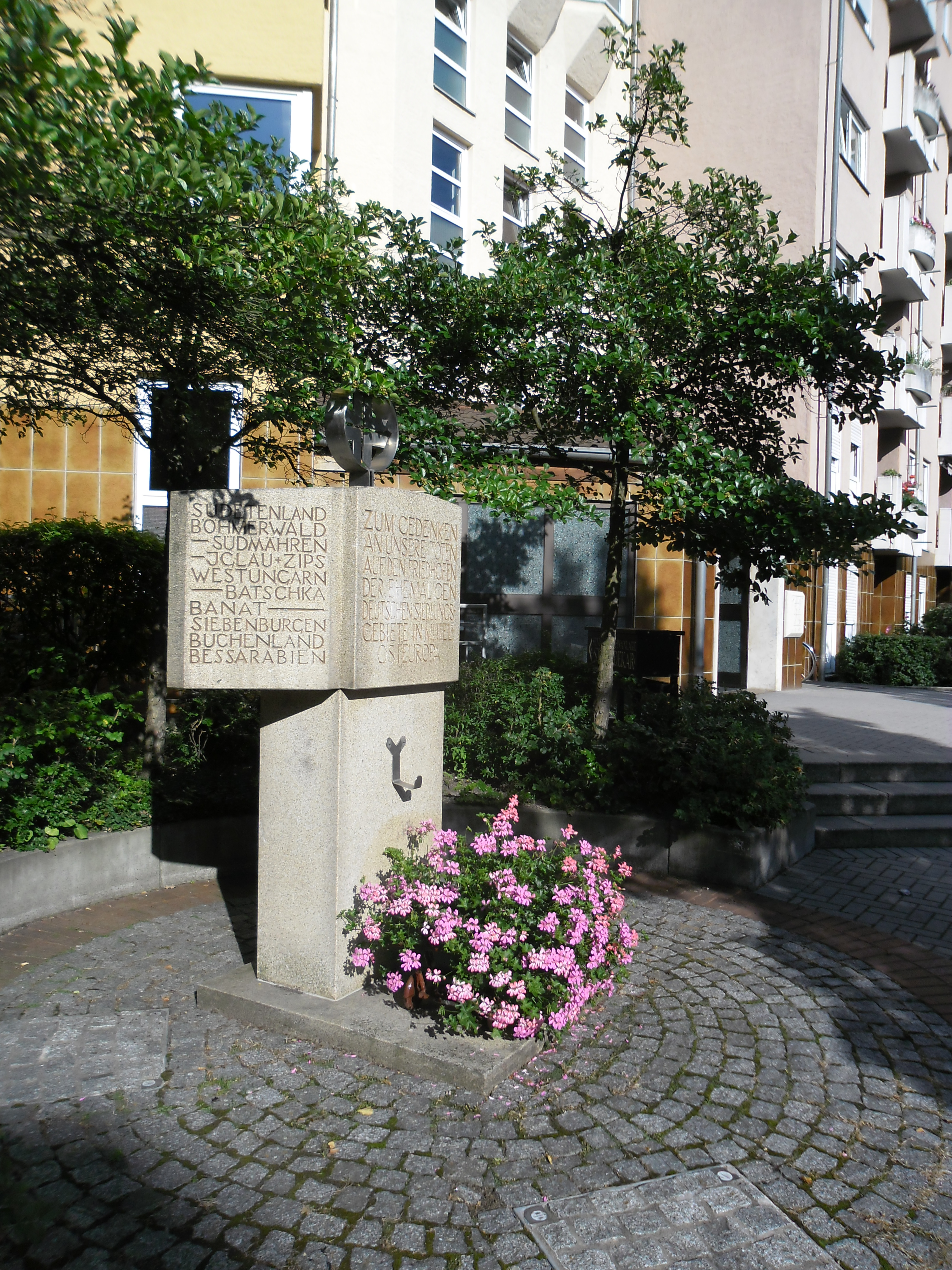
Vertriebenendenkmal am Zuckmayerweg

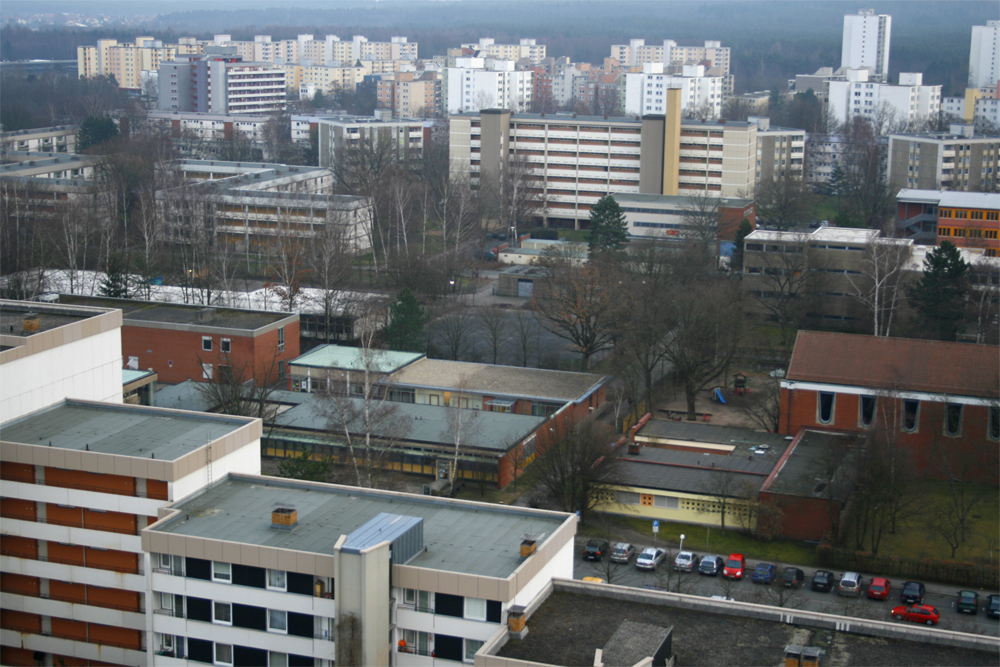
Teil der Plattenbausiedlungen im Süd-Osten von Langwasser, aus den späten 1960er Jahren. Blick von der Glogauer Str. in Blickrichtung Süd-Süd-Ost.
Am rechten Bildrand ist ein Teil der Paul-Gerhardt-Kirche zu sehen.
Die im Vordergrund parkenden Fahrzeuge stehen in der Reinerzer Straße.

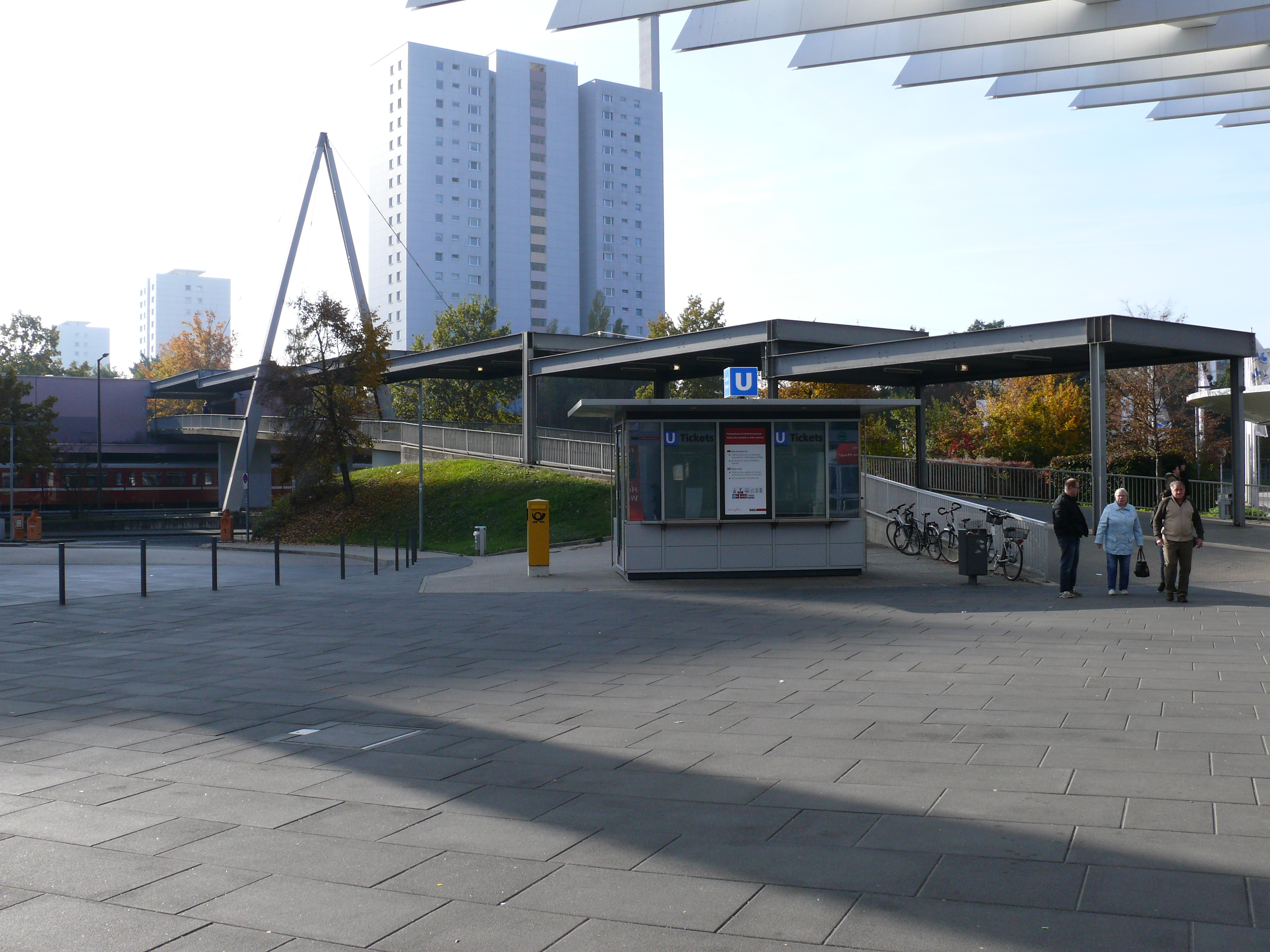
Hochhäuser am U-Bahnhof Messe in Langwasser Nordwest.

Die ersten festen Steinhäuser wurden im Westen Langwassers in den ersten Jahren nach dem Zweiten Weltkrieg unter Verwendung von Mitteln aus dem Marshallplan errichtet. Die Stadt Nürnberg und ihre Wohnungsbaugesellschaft WBG schrieben dann 1955 einen Architekturwettbewerb für eine auf 40.000 Einwohner konzipierte Neustadt aus.
Aus dem Wettbewerb gingen Franz Reichel als Architekt zusammen mit dem Landschaftsplaner Hermann Thiele als Sieger hervor. Die Grundstrukturen seines Entwurfs sind bis heute erhalten und waren Vorbild für viele städtebauliche Entwicklungen in der Folgezeit. So gehörten zu den Grundideen die Erschließung von Wohngebieten nur noch durch Stichstraßen, durchziehende Grüngürtel und die Versorgung der Bevölkerung durch Einkaufszentren. Wohn- und Gewerbegebiete blieben zwar räumlich getrennt, die Grundidee „Wohnen und Arbeiten“ im Stadtteil war durch die gute Erreichbarkeit aber dennoch verwirklicht. Die Gebäudearchitektur war stets dem Wandel der Zeiten unterzogen, so dass sich in der etwa 40-jährigen Hauptbebauungsphase recht gut die neuzeitliche Entwicklung deutschen Städtebaus nachverfolgen lässt. Viele der Entwicklungen waren in ihrer Entstehungszeit wegweisend – Beispiele sind die Rückentwicklung vom Flachdach (Langwasser-Süd) wieder hin zum Giebeldach (Langwasser-Nord-Ost) im Mehrfamilienhausbau, die Fernwärmeversorgung des gesamten Stadtteils mit nur einem zentralen Kleinkraftwerk zur Luftreinhaltung oder auch das Franken-Center als eines der ersten vollständig überdachten Einkaufszentren Deutschlands.
Langwasser Nordost ist im Bereich des Euckenwegs mit autofreien und teilweise überdachten Fußwegen zur U-Bahn gestaltet; allerdings werden Tiefgaragen von Stichstraßen erschlossen. Stark ortsbildprägend ist das ökumenische Zentrum St. Maximilian Kolbe.

## Kunst und Kultur
Als zentrale Einrichtung wurde für diesen Zweck das Gemeinschaftshaus Langwasser am gleichnamigen U-Bahnhof errichtet. Neben einer Zweigstelle der Stadtbibliothek wird in diesem großzügig ausgelegten Veranstaltungshaus ein vielfältiges Angebot von Aktivitäten wie Kurse, Theatervorführungen, Ausstellungen etc. angeboten. Das Stadtteilforum Langwasser hat dort seine Geschäftsstelle. Im Gebiet des Stadtteils sind auch verschiedene Kunstwerke aus den verschiedenen Entstehungsabschnitten des Stadtteils aufgestellt. Neben Aluminium-Plastiken des Veranstaltungsrings „Kunst im Urbanen Raum“ aus den frühen 1970er Jahren ist die jüngste künstlerische Errungenschaft eine Stahlplastik auf dem zentralen Heinrich-Böll-Platz.
Ganz im Süden wurde ein Haus der Heimat zur Erinnerung für Spätaussiedler, Vertriebene etc. errichtet. Ganz im Norden befindet sich die größte Schule Langwassers, die Bertolt-Brecht-Schule.
Seit 1968 besteht das Gemeinschaftshaus Langwasser.

## Wirtschaft
Da die Planung des Stadtteils von vornherein sowohl Wohngebiete als auch Gewerbegebiete vorsah, finden sich heute zwischen den Wohngebieten Gewerbeachsen entlang der Bahn- bzw. Hauptstraßen mit zahlreichen kleinen und großen Wirtschaftsbetrieben. Als wesentlich zu nennen sind u. a.:
- Bayerische Verwaltungsschule (BVS)
- Eurocom-Businesspark (Rudolf Wöhrl AG, Siemens, Ziehm Imaging ABB, Sailer-Verlag, verschiedene Personalmanagement-, Finanz- und IT-Dienstleister, Umweltrathaus, Ärzte und Medizindienstleister)
- Franken-Center
- Hoffmann Group
- Langwasser-Center
- Lebkuchen-Schmidt (Nürnbergs ältester Lebkuchen-Versandhändler)
- Lebkuchen Schumann (geschlossen 2017 und Produktion in Nordstadt-Werk verlegt, Standortübernahme Lambertz-Gruppen 2015)
- noris network
- Druckerei Prinovis (Standortschließung zum 30. April 2021, Quelle-Katalog, IKEA-Katalog, vormals Maul & Belser)
- U-Bahn Betriebshof (VAG Nürnberg)
- Zentralfinanzamt Nürnberg

## Kirchen
In dem Stadtteil gibt es vier evangelisch-lutherische Kirchen (Martin-Niemöller-Kirche, Paul-Gerhardt-Kirche, Dietrich-Bonhoeffer-Kirche, Passionskirche), vier katholische Kirchen (Menschwerdung Christ, St. Maximilian Kolbe, Zum Guten Hirten, Heiligste Dreifaltigkeit) und zwei Freikirchen (Freie Christengemeinde Langwasser e. V., CMBG Nürnberg e. V.).

## Verkehr

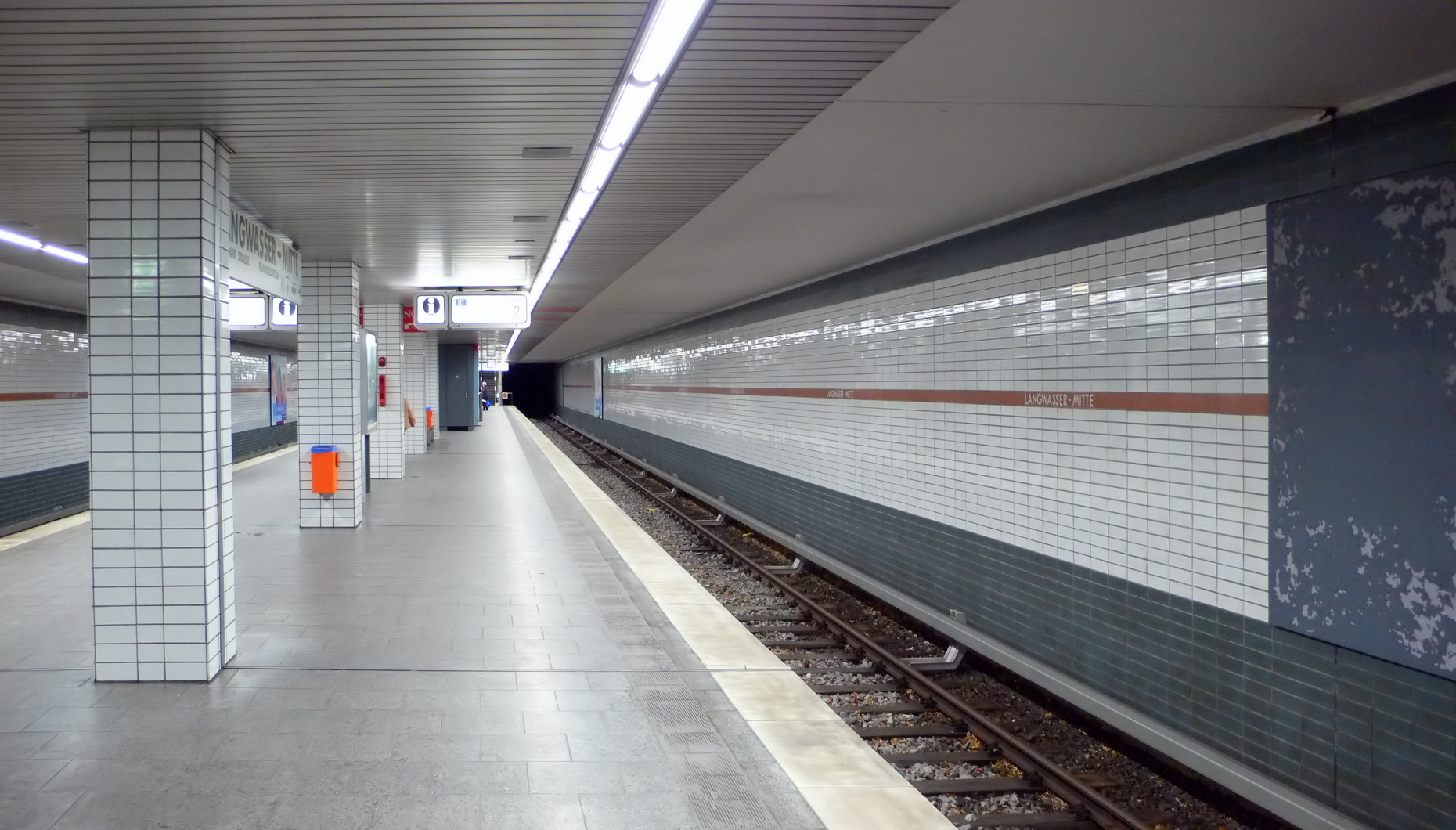
U-Bahnhof Langwasser Mitte

Langwasser ist über die B 8 an die A 73 (Anschlussstelle Nürnberg-Zollhaus), über die B 4 an die A 9 (Anschlussstelle Nürnberg-Fischbach) und die A 6 (Anschlussstelle Nürnberg-Langwasser) angeschlossen.
Östlich des Stadtteils verläuft die Bahnstrecke Nürnberg–Regensburg, die mit Fischbach (b Nürnberg) und Nürnberg-Frankenstadion zwei Haltepunkte der S-Bahn hat. Von dieser Bahnlinie zweigt die Ringbahn ab, die mitten durch Langwasser (in West-Ost-Richtung) verläuft und mit Nürnberg-Langwasser einen bis 1988 von Personenzügen bedienten Haltepunkt besaß. Heute verkehren auf dieser Strecke ausschließlich Güterzüge von und nach Nürnberg Rangierbahnhof.
Die Haupterschließung im öffentlichen Nahverkehr zum Zentrum hin erfolgt mit der U-Bahn-Linie U1, die in Langwasser Süd beginnt, den Stadtteil in nordwestlicher Richtung durchfährt und mit den Bahnhöfen Gemeinschaftshaus, Langwasser Mitte, Scharfreiterring und Langwasser Nord erschließt. Am Bahnhof Langwasser Mitte befindet sich ein Omnibusbahnhof, an dem Stadtbuslinien in die Stadtteile Dutzendteich, Altenfurt, Fischbach und Katzwang abfahren, am Bahnhof Langwasser Süd beginnen bzw. enden die Busse nach Brunn und Birnthon.
Die Omnibusverkehr Franken GmbH hat ihr Depot in der Nähe des U-Bahnhof Langwasser Mitte in der Breslauer Straße.

## Landschaftsschutzgebiet Langwasser
Im Süden und beim Klinikum Nürnberg Süd befindet sich das Landschaftsschutzgebiet Langwasser (LSG-00536.19, Langwasser in der World Database on Protected Areas (englisch)). Das 460,36 ha große Areal wurde im Jahr 2000 ausgewiesen.